# Jorinde Dröse
Jorinde Dröse (* 1976 in Hanau) ist eine deutsche Regisseurin.

## Leben
Nach mehreren Regiehospitanzen und -assistenzen studierte Dröse von 1996 bis 1998 Dramaturgie an der Theaterakademie München sowie ab 1998 Regie am Institut für Schauspieltheater-Regie an der Universität Hamburg. Sie arbeitete als Regieassistentin am Schauspielhaus Hamburg und am Theater Basel.
Erste Inszenierungen leitete sie bereits während ihres Studiums. Unter der Intendanz von Ulrich Khuon am Hamburger Thalia Theater inszenierte sie von 2002 bis 2009. In dieser Zeit arbeitete sie auch unter anderem am Schauspielhaus Bochum, Volkstheater München, Maxim Gorki Theater Berlin, Schauspiel Frankfurt, Staatstheater Wiesbaden. Ab 2009 wechselte sie ans Deutsche Theater Berlin und war von 2010 und 2013 unter der Intendanz von Armin Petras Hausregisseurin am Maxim-Gorki-Theater. Weitere Arbeiten entstanden am Schauspiel Frankfurt, Centraltheater Leipzig, Schauspielhaus Hamburg.
Von 2016 bis 2021 zog sie sich aus derTheaterlandschaft zurück, machte eine Ausbildung zur staatlich anerkannten Erzieherin und arbeitete bis 2021 als Waldpädagogin. Seit 2022 ist sie wieder als Regisseurin tätig.
Jorinde Dröses setzt in ihren Arbeiten den Fokus auf feministische Narrative und Diversität auf und hinter der Bühne. Sie inszeniert u. a. am Deutschen Theater Berlin, RambaZamba Theater, am Staatstheater Hannover, am Berliner Ensemble, Schauspiel Köln, Thalia Theater Hamburg.
Sie ist Mutter und mit dem Schauspieler und Theatermusiker Jörg Kleemann verheiratet.

## Inszenierungen (Auswahl)
- 2003: Helges Leben von Sibylle Berg, Kampnagel Hamburg[4][5]
- 2003: Robby Kalle Paul nach dem Film von Dani Levy, Sophiensäle Berlin[6]
- 2004: Dies ist kein Liebeslied von Karen Duve, Thalia Theater Hamburg
- 2004: Was ihr wollt von William Shakespeare, Münchner Volkstheater[7]
- 2005 Effi Briest nach Theodor Fontane, Thalia Theater Hamburg[8]
- 2006: Ein Sommernachtstraum von William Shakespeare, Thalia Theater Hamburg[9]
- 2007: Das Fest von Thomas Vinterberg und Mogens Rukow, Münchner Volkstheater[10]
- 2007: Maria Magdalena von Friedrich Hebbel, Maxim Gorki Theater Berlin[11]
- 2008: Einer flog über das Kuckucksnest von Dale Wasserman nach dem Roman von Ken Kesey, Schauspielhaus Bochum[12]
- 2008: Schimmelreiter von John von Rüffel nach Theodor Storm, Thalia Theater Hamburg[13]
- 2008: I hired a contract killer von Aki Kaurismäki, Schauspielhaus Bochum[14]
- 2008: Invasion! von Jonas Hassen Khemiri, Münchner Kammerspiele[15]
- 2008: Hunger nach Knut Hamsun, Nationaltheatret Oslo, Torshov Theatret[16]
- 2008: Schock-Strategie. Hamlet. von Naomi Klein/William Shakespeare, Centraltheater Leipzig[17]
- 2009: Mamma Medea von Tom Lanoye, Thalia Theater Hamburg[18]
- 2009: The Black Rider. The Casting of the Magic Bullets von William Burroughs, Tom Waits und Robert Wilson, Centraltheater Leipzig[19]
- 2009: Woyzeck. von Robert Wilson/Tom Waits/Kathleen Brennan nach Georg Büchner, Deutsches Theater Berlin[20]
- 2010: Schwarzes Tier Traurigkeit von Anja Hilling, Deutsches Theater Berlin[21]
- 2011: Jeder stirbt für sich allein von Hans Fallada, Maxim Gorki Theater Berlin[22]
- 2012: Der blaue Engel nach Heinrich Mann und Josef von Sternberg, Schauspiel Frankfurt[23]
- 2012: Effi Briest nach Theodor Fontane, Maxim Gorki Theater Berlin[24]
- 2012: Ein Volksfeind von Henrik Ibsen, Maxim Gorki Theater Berlin[25]
- 2013: So was von da von Tino Hanekamp, Schauspielhaus Hamburg[26]
- 2013: I ♥ Aufstand Oder Sein oder Nichtsein von Carsten Golbeck, Maxim Gorki Theater Berlin[27]
- 2013: Die Nibelungen von Friedrich Hebbel, Schauspiel Frankfurt[28]
- 2015: Glow Box BRD von Anne Habermehl, Münchner Kammerspiele[29]
- 2015: Was ihr wollt von William Shakespeare, Schauspiel Frankfurt[30]
- 2015: Schöne neue Welt von Aldus Huxley, Schauspiel Frankfurt[31]
- 2022: Das Augenlid ist ein Muskel von Alexander Stutz, Deutsches Theater Berlin[32]
- 2023: Billy Backe von Markus Orths, Ramba Zamba Theater Berlin[33]
- 2023: Die Wut, die bleibt nach dem Roman von Mareike Fallwickl, Koproduktion der Salzburger Festspiele und dem Schauspiel Hannover[34]
- 2024: #MOTHERFUCKINGHOOD von Claude De Demo und Jorinde Dröse, mit Texten von Antonia Baum, Mareike Fallwickl, Emilia Roig, u. a., Berliner Ensemble[35]
- 2024: Die Welt wird irr an ihren Früchten nach William Shakespeare, Münchner Kammerspiele[36]
- 2024: We are family von Tine Rahel Völcker, Schauspiel Köln[37]
- 2024: Funklerwald nach dem Roman von Stefanie Taschinski, Theater Bremen
- 2025: Und alle so still  nach dem Roman von Mareike Fallwickl, Staatstheater Hannover[38]
- 2025: Superwomen ein Projekt von Claude De Demo, dem RambaZamba Ensemble & Jorinde Dröse, RambaZamba Theater Berlin[39]